# Wang Jün-čcheng
Wang Jün-čcheng (čínsky pchin-jinem Wáng Yúnchéng, znaky 王云程; 1905 – listopad 1969) byl čínský komunistický revolucionář, jeden z osmadvaceti bolševiků. V letech 1927–1931 studoval v Moskvě, poté se vrátil do Číny a působil ve vedení Komunistické strany Číny, odborů a svazu mládeže.
Roku 1933 byl zatčen kuomintangskými úřady. Roku 1969 byl komunistickými úřady popraven za spolupráci s antikomunistickou policií po svém zatčení ve 30. letech.

## Život
Wang Jün-čcheng se narodil roku 1905 ve Wu-chanu v provincii Chu-pej. Původně dělník, roku 1926/1927 vstoupil do Komunistické strany Číny a roku 1927 byl jako perspektivní kádr vyslán do Sovětského svazu ke studiím na Sunjatsenově univerzitě pracujících Číny, v Moskvě patřil ke skupině takzvaných osmadvaceti bolševiků. Roku 1931 se vrátil do Číny, byl jmenován členem ústřední vojenské komise a vojenského oddělení ústředního výboru KS Číny. v roce 1931 se stal tajemníkem provinčního výboru KS Číny v Ťiang-su a v září téhož roku členem prozatímního politbyra. V roce 1932 působil jako vedoucí organizačního oddělení výkonného výboru Všečínské federace odborů a jako tajemník ústředního výboru Komunistického svazu mládeže Číny.
V únoru 1933 byl zatčen kuomintangskými úřady, s policií spolupracoval – vydal jí komunistické aktivisty Luo Teng-siena a Liao Čcheng-č’a.
Během kulturní revoluce byl zatčen, znovu prošetřeno jeho chování ve 30. letech a v listopadu 1969 byl z rozhodnutí Kchang Šenga a Sie Fu-č’a popraven.